# Рефлексия (философия)
Рефле́ксия (от лат. reflectere «отражать») — в философии форма умственной деятельности человека, направленная на осмысление своих действий,  культуры и её оснований.

## Содержание рефлексии
Содержание рефлексии определено предметно-чувственной деятельностью: рефлексия в конечном счёте есть осознание практики, предметного мира культуры (искусства, науки, религии и самой философии). В этом смысле рефлексия есть метод философии, посредством которого раскрывается специфика душевно-духовного мира человека. Необходимо понимать, что именно рефлексия, наряду с использованием категориального языка, характеризует философскую форму мышления. По большому счёту, вся философия является рефлексией разума, представляющей собой размышления о таких категориях, как акты и содержание чувств, представлений и мыслей, рассуждения, как объективирующиеся в языке и соответствующих произведениях культуры, так и содержащиеся в собственном сознании.

## Рефлексия в самопознании
Сознание познаётся при помощи самого себя, поскольку на сегодняшний день отсутствуют инструментальные средства для его непосредственного исследования. Хотя единомоментная направленность сознания на другой объект и на само себя не представляется осуществимой, возможно ретроспективное обращение внимания на работу собственного сознания. Кроме того, единая логическая структура сознания развёртывается во времени в качестве связи различных психических актов, что позволяет распределить внимание сознания на сторонний объект и на себя. Благодаря всему этому возможно так называемое расщепление или дублирование сознания, когда сознание анализирует свои собственные акты, посредством которых оно воспринимает, анализирует и объясняет тот или иной феномен.
В рамках многих философских теорий и концепций рефлексия рассматривается в качестве наиболее существенного свойства сознания. В соответствии с этим воззрением только существа, способные быть осведомлёнными о состоянии своей психики, могут считаться сознательными. Однако такой подход отвергается сторонниками интенциональной концепции сознания, которые отводят свойству сознания рефлексировать роль маркера наиболее развитых форм сознания, а на центральное место ставят свойство сознания делать какой-либо объект своим содержанием.

## Рефлексия и объективированное знание
Рефлексия разума о содержании знания, данного в языке, науке и других формах культуры (объективированного знания), формирует новые ценности, критически осмысляя привычные нормы человеческого знания и поведения. Таким образом осуществляется освоение мира культуры. Рефлексия над системой объективированного знания заключается с одной стороны в его расчленении, формулировании допущений и идеализации, а с другой стороны в уточнении самого этого знания, отказе от подспудно принимавшихся предпосылок. В результате такой рефлексии выводится теоретическая система, отличающаяся относительно (относительно прежнего объективированного знания) истинным отражением некоторых реальных зависимостей в некоем контексте, которая, тем не менее, по-прежнему предполагает целый ряд допущений и определённое неявное «предпосылочное» знание.